# کودیابروسو
کودیابروسو (به لاتین: Kudiyabroso) یک منطقهٔ مسکونی در روسیه است که در داغستان واقع شده‌است.